# Aratula
Aratula – miasto w Australii, w stanie Queensland.